# William Eassie
William Eassie (1805-1861) fue un destacado hombre de negocios escocés de mediados del siglo XIX, que trabajó primero como contratista ferroviario y más adelante como proveedor de edificios prefabricados de madera. Su empresa, William Eassie and Co, estaba radicada en Gloucester, (Inglaterra).

## Carrera
Eassie nació en Lochee, cerca de Dundee, en 1805. Poco se sabe de sus primeros años de vida, pero participó en la construcción del Ferrocarril del Este de Lancashire en 1840.
En 1849 se mudó a Gloucestershire y trabajó en el Ferrocarril de Gloucester y Dean Forest, consiguiendo un contrato para suministrar e instalar traviesas de madera y colocar rieles de hierro. Posteriormente trabajó en el ramal de los muelles de este ferrocarril en el lado oeste del Canal de Gloucester y Sharpness y en el Ferrocarril del Valle de Neath en el sur de Gales.
Eassie estableció una fábrica en Gloucester en 1849 y se convirtió en uno de los principales empleadores de la ciudad, con más de 1.000 personas contratadas que trabajaban por turnos.
Colaboró a menudo en distintas contratas con Richard Potter de Price & Co, un importador de madera con sede en Gloucester, y en 1851 instaló un aserradero a vapor en un terreno junto al Canal de Gloucester y Sharpness, que la empresa de Potter alquilaba a la Gloucester Corporation. Desde esta fábrica, Eassie también abasteció a otros contratistas, incluidos aquellos que trabajan en proyectos ferroviarios para Isambard Kingdom Brunel.
El trabajo de Eassie se diversificó de los proyectos ferroviarios al suministro de madera para edificios, incluidos invernaderos para una exposición de la Real Sociedad Agrícola celebrada en Gloucester en julio de 1853, y puertas, ventanas y edificios completos exportados a Australia para dar alojamiento a los buscadores de oro. Esta experiencia en edificios prefabricados llevó a una comisión en 1854 para suministrar cabañas destinadas a albergar a las tropas británicas involucradas en la Guerra de Crimea, seguida de un pedido similar del gobierno francés. Poco después de completar estos encargos a principios de 1855, Brunel recurrió a Eassie para trabajar en sus diseños de edificios prefabricados para el hospital militar de Renkioi, que debía de instalarse cerca de los Dardanelos. El hospital fue diseñado con 16 edificios, cada uno con capacidad para 50 pacientes en dos salas, y se enviaron directamente desde los muelles de Gloucester a Balaklava.
Después de la Guerra de Crimea, el negocio de Eassie amplió sus actividades de ingeniería, forjando chatarra para fabricar anclas de barcos y otros componentes, y desarrollando una máquina pilotadora para los talleres de Millwall Iron Works de Londres, donde se empleó en la ejecución de los cimientos de la rampa sobre la que se construiría el buque Great Eastern de Brunel.
Sin embargo, el negocio de Eassie atravesó dificultades financieras y se vio obligado a reestructurarlo, dando a sus hijos (William y
Peter Boyd Eassie) papeles formales en William Eassie & Sons. La empresa continuó fabricando edificios de madera para clientes del Reino Unido y del extranjero, y más adelante amplió el negocio al suministro de madera para la fabricación de vagones de ferrocarril en una fábrica adyacente en Gloucester.

## Legado
Eassie murió en mayo de 1861, pero sus hijos continuaron con la empresa, que se convirtió en una sociedad limitada en 1868. En 1875, Eassie & Co fue adquirida por una empresa vecina, la Gloucester Railway Carriage and Wagon Company, y en 1900 se convirtió en la Gloucester Joinery Co. Ltd, dedicada a la fabricación de escaparates, equipamiento de tiendas, escaleras, invernaderos y mobiliario de iglesias y escuelas hasta mediados de los años 1940.
William Eassie Jr se convirtió en un destacado ingeniero civil involucrado en proyectos de salud pública. Defensor de la cremación, escribió un libro titulado Cremación: su historia y su influencia en la salud pública (publicado en 1875), desempeñando el cargo de secretario honorario de la Sociedad de Cremación.